# Centre du patrimoine (Manitoba)
Le Centre du patrimoine est un édifice adjacent au Centre culturel franco-manitobain (CCFM) géré et occupé par la Société historique de Saint-Boniface (SHSB).
Il a été inauguré le 25 septembre 1998 et appartient à la province du Manitoba. L’immeuble, situé au 340, boulevard Provencher, héberge un centre d’archives documentant les francophones et les Métis de l’Ouest canadien. Plusieurs sites historiques d’importance l’entourent : le lieu historique national du Canada de La Fourche, la Maison Gabrielle-Roy, l’évêché et la cathédrale de Saint-Boniface, l’Université de Saint-Boniface et le Musée de Saint-Boniface.

## Historique
La SHSB, créée en 1902, a accumulé au fil des années de nombreux artéfacts, objets et documents à grande valeur historique. Lorsque la collection est devenue assez importante, trouver un lieu pour l’entreposer devenait impératif. En 1939, Mgr Yelle accepte qu’elle soit logée temporairement dans la crypte de la cathédrale de Saint-Boniface. Cet entreposage s’est transformé en une première exposition le 7 mai 1939 et le Musée de Saint-Boniface naît de cette initiative. Coup de malchance, la cathédrale est anéantie en 1968 par un incendie, emportant avec elle une grande partie des archives et de la bibliothèque. Ce triste événement est une épreuve difficile pour la SHSB, mais il fait prendre conscience à ses administrateurs de l’importance d’avoir des installations de qualité pour préserver adéquatement les archives et offrir de meilleurs services. Le Collège universitaire de Saint-Boniface accueille la SHSB en 1973 avec des locaux plus fonctionnels et de plus grande taille. En 1985,la SHSB emménage dans des locaux plus spacieux, toujours au Collège, pour satisfaire à la croissance continue de sa collection.
Ce n’est que deux années plus tard que naît le projet de construction du Centre du patrimoine, le plus grand projet jamais entamé par la Société. Pour y parvenir, un travail préliminaire d’estimation de l’espace nécessaire pour conserver l’ensemble des archives et des coûts associés doit être réalisé. Après 10 ans de préparation et de négociations, la construction débute en 1997. Le 1er avril 1998, la SHSB emménage dans sa nouvelle demeure et devient par le fait même la gestionnaire officielle du Centre du patrimoine. L’inauguration du nouvel édifice a lieu le 25 septembre 1998, au grand bonheur des administrateurs et des membres de la SHSB.

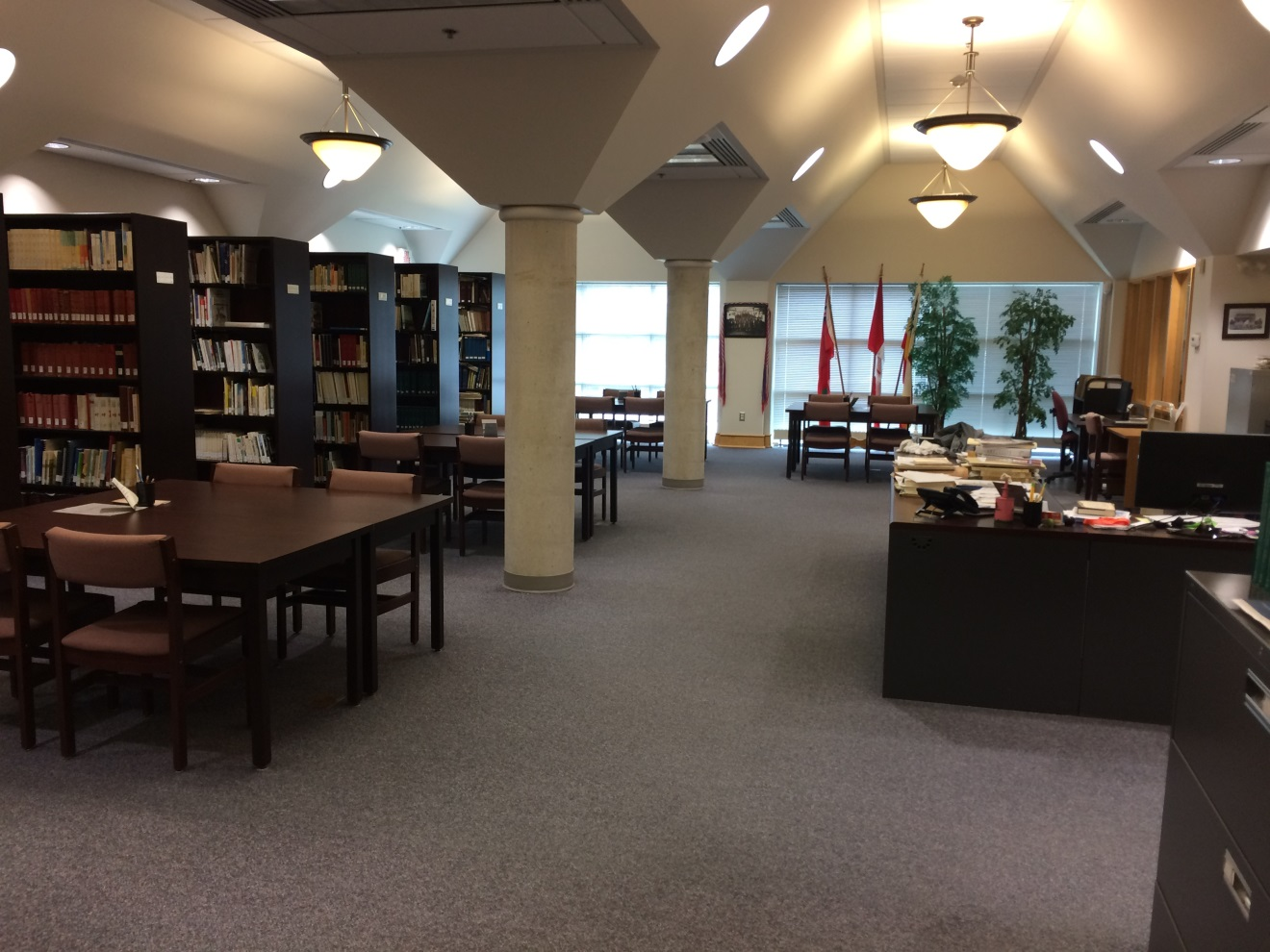
La salle d'accueil et la bibliothèque de référence du Centre du patrimoine.

L’immeuble comprend une salle d’accueil et de consultation au rez-de-chaussée, alors que le deuxième et le troisième étage sont majoritairement dédiés à l’entreposage et au traitement des documents d’archives. Les « [c]hambres fortes en béton armé à l’épreuve du feu et [les] systèmes CVCA Liebert Deluxe System-3 autonomes qui assurent le contrôle de la température et de l’humidité relative […] [offrent des conditions adéquates et] essentielles à la conservation des documents historiques ». Le Centre du patrimoine est donc à la fine pointe de la technologie avec ses installations ultra-modernes de conservation des archives.
Depuis le déménagement de la SHSB au Centre du patrimoine, l’organisme possède tout l’équipement et l’espace nécessaire pour mener à bien ses activités, offrir des services professionnels et remplir sa mission. Il est maintenant reconnu officiellement par le Gouvernement du Manitoba comme le pendant francophone et métis des Archives provinciales du Manitoba, majoritairement anglophones.
Le Centre du patrimoine détient entre ses murs la grande majorité des archives francophones et métisses du Manitoba, et en partie celles de l’Ouest canadien. Des archivistes s’affairent donc à traiter, classer, décrire, préserver et rendre accessible les différents documents historiques (livres, photographies, documents papier – procès-verbaux, correspondance, coupures de presse, états financiers, etc. –, documents numériques, documents audio-visuels, archives religieuses, données notariales et généalogiques, œuvres d’art, affiches, plans d’architectes, etc.).

## Caractéristiques de l’édifice

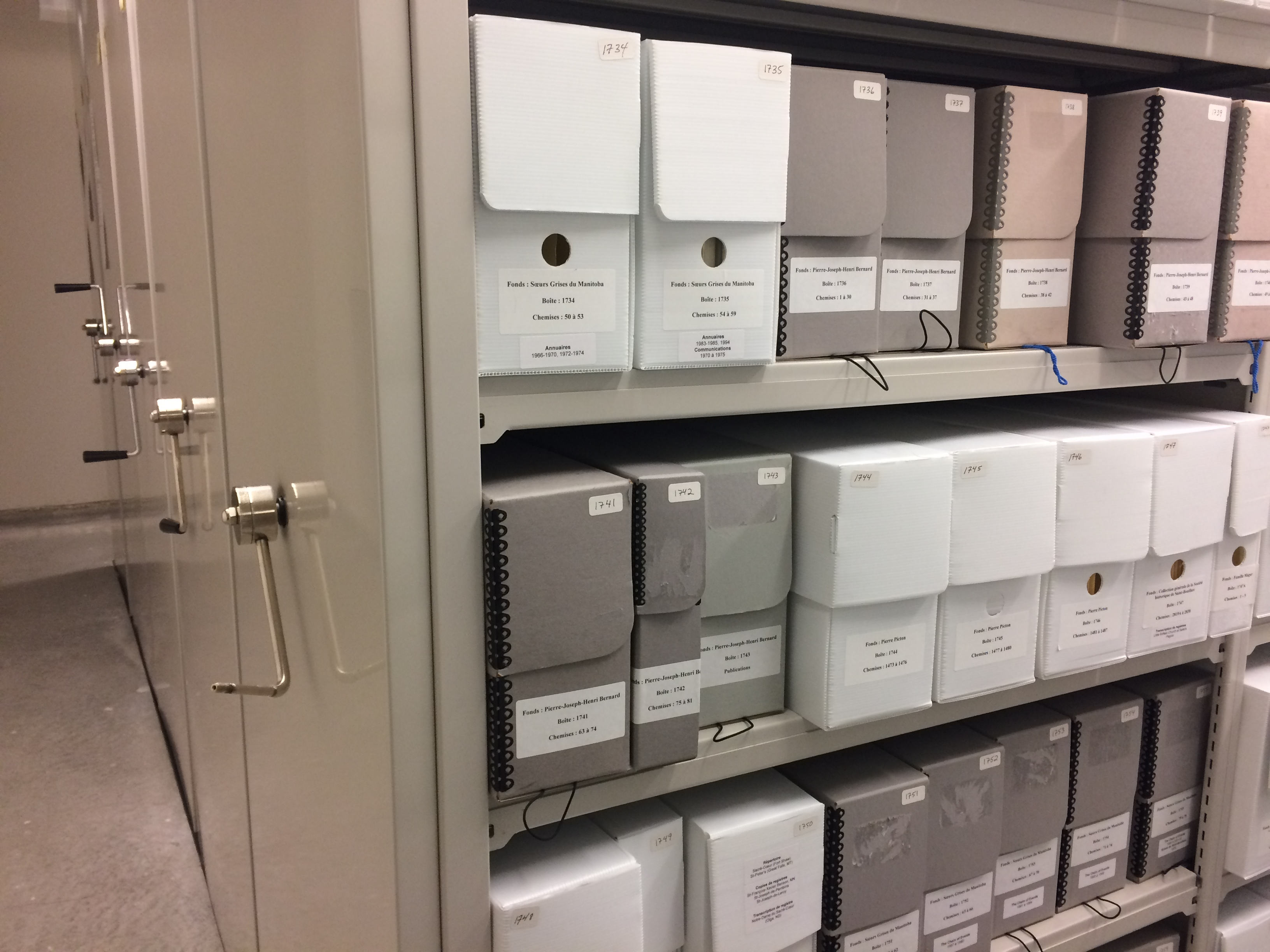
Étagères amovibles pour les archives au deuxième étage du Centre du patrimoine

Le Centre du patrimoine a été construit en 1997-1998 avec un budget de 3 millions de dollars pour l’ensemble de l’édifice, de l’équipement et de l’ameublement. L’utilisation du béton comme matériau permet de protéger l’immeuble du feu. La firme Corbett Cibinel Architects a créé les plans pour cette bâtisse de 1 672,2 mètres carrés de surface, et l’entrepreneur Gateway Construction & Engineering Ltd en a assuré la construction.
L’immeuble a été conçu selon les plus récentes normes et tendances pour la construction de dépôts d'archives. En effet, les deux chambres fortes, situées au deuxième et troisième étage, possèdent des murs isolés et scellés et sont entourées d’un corridor d’inspection pour augmenter la protection et le contrôle sur la température et l’humidité. Elles sont toutes deux équipées d’un système CVCA Liebert Deluxe System-3 (chauffage, ventilation et conditionnement d’air), qui maintient la température à plus ou moins 15 °C et l’humidité à environ 40 %. Ces mesures approximatives sont des normes qui ont été fixées par la Société historique de Saint-Boniface en regard des normes internationales. Ce système permet aussi une ventilation continue et la filtration de l’air, retirant 95 % des microparticules en suspension. Le plafond du troisième étage est isolé par un toit métallique en forme de voûte sous lequel on trouve un espace d’inspection chauffé. Enfin, on retrouve au deuxième étage un système d’étagères mobiles Lundia Fullspace qui optimise l’espace de rangement et qui peut potentiellement contenir 6 000 boîtes d’archives, alors qu’on retrouve des étagères fixes au troisième étage.

## Mur du patrimoine

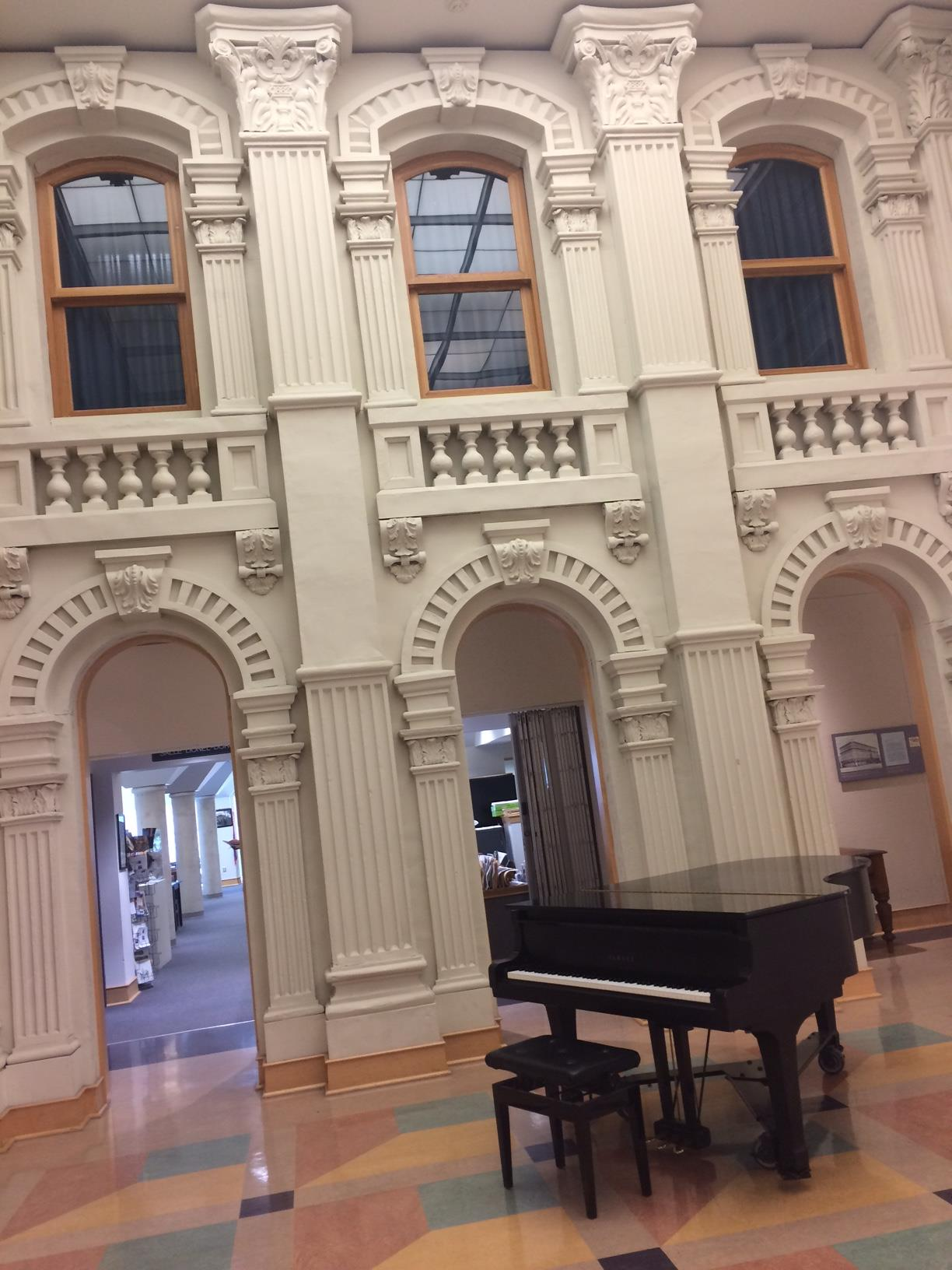
Le mur du patrimoine, au Salon Empire du Centre du patrimoine, est issu d'une partie restaurée de la façade de l'ancien Bloc Cauchon.

Le  mur du patrimoine est le nom donné à la façade intérieure de l’entrée du Centre. Sa particularité vient du fait qu’il s’agit d’une partie de la façade extérieure de l’Hôtel Empire, construit par Joseph Cauchon, homme d’affaires québécois, au XIXe siècle. Cet homme, nommé lieutenant-gouverneur du Manitoba, a soutenu la cause francophone en 1879 en refusant de signer un projet de loi ayant pour objectif d’abolir le français comme langue officielle du Manitoba. Ainsi, lorsque la destruction de l’édifice a été annoncée, la SHSB et la communauté francophone se sont fortement opposés à l’idée. Néanmoins, l’immeuble a été détruit en 1982. La petite victoire de la SHSB aura été la conservation et l’intégration de la façade à l’aménagement intérieur du Centre. « Elle rappelle aujourd’hui aux visiteurs et usagers du Centre du patrimoine de la Société historique de Saint-Boniface que les francophones du Manitoba sont tenaces et savent surmonter les obstacles pour réaliser de grands projets porteurs d’avenir. »

## Pour approfondir